# Epipyropidae
Epipyropidae este o familie de molii din superfamilia Zygaenoidea. Aceasta împreună cu familia înrudită Cyclotornidae sunt unice printre lepidoptere datorită faptului că larvele sunt ectoparazite, gazdele în acest caz fiind fulgoroide.  